# NGC 4954
NGC 4954 (NGC 4972) je spiralna galaktika u zviježđu Centauru. Naknadno je utvrđeno da je NGC 4972 ista galaktika.

## Vanjske poveznice
- (engl.) SEDS: NGC 4954
- (engl.) Revidirani Novi opći katalog
- (engl.) Izvangalaktička baza podataka NASA-e i IPAC-a
- (engl.) Astronomska baza podataka SIMBAD
- (engl.) VizieR